# Скајланд Естејтс (Вирџинија)
Скајланд Естејтс (енгл. Skyland Estates) насељено је место без административног статуса у америчкој савезној држави Вирџинија.

## Демографија
По попису из 2010. године број становника је 830.
| Група             | 2000.    | 2010.       |
| Белци             | 0 (0,0%) | 750 (90,4%) |
| Афроамериканци    | 0 (0,0%) | 17 (2,0%)   |
| Азијати           | 0 (0,0%) | 6 (0,7%)    |
| Хиспаноамериканци | 0 (0,0%) | 34 (4,1%)   |
| Укупно            | 0        | 830         |